# Cratere Polycaste
Polycaste è un cratere sulla superficie di Teti.